# 濱松城
濱松城是位於日本靜岡縣濱松市中央區的城堡。別稱曳馬城、出世城。江戶時代為濱松藩藩主居城。

## 今川氏時期
濱松城，前稱曳馬城（引馬城）。築城者有多個說法，而最初築城的是瀨名姬祖先今川貞相或飯尾乘連。
應仁之亂時尾張守護斯波家與駿河守護今川家前後兩家為了遠江守護職爭奪此地，支配該地的大河內貞綱被今川家以金掘眾挖斷城內水井而落城。不久由今川氏親部下，飯尾乘連獲賜一萬石並控制此地。1514年（永正11年），飯尾乘連及父親飯尾賢連城主。1560年乘連參與桶狹間之戰，結果因為今川義元的死亡，導致今川家大幅衰退，該時期左右由乘連兒子連龍繼任城主。
今川家衰退後，飯尾連龍不再服從今川家，其妻奧田鶴之方（椿姬）毒殺井伊直平，獲得德川家的支持，1565年（永祿8年）曳馬城遭到今川家進攻，死傷慘重，尚未被攻陷。飯尾連龍接獲今川家和議通告。連龍在前往駿府的中途遭今川氏真暗殺。連龍死後以妻子奧田鶴之方為中心守城（非城主）。1568年，德川家康派兵攻打曳馬城，城內的內部分裂成德川派及武田派，當中德川派背叛充作內應，結果輕鬆攻佔濱松城，椿姬戰死。

## 德川氏時期
1570年德川家康為了抵擋甲斐武田家的侵略，家康將根據地由岡崎城東遷到曳馬城。岡崎城由長男信康擔任城主。家康改建曳馬城抵抗武田家的入侵，1573年武田信玄入侵德川家的領地，德川家康在三方原迎擊大敗退回曳馬城。其後則在曳馬城西南建造新的城池，根據該地的濱松莊改名為濱松城。
約1582年（天正10年）增築工作完結。1586年家康將居城遷移到駿府城。

## 家康管治以後
1590年（天正18年）由豐臣秀吉家臣堀尾吉晴及次男堀尾忠氏合共統治十一年，堀尾氏因關原之戰的戰功移封出雲國松江。自此以後，除了德川賴宣管治短時間之外，由不同的譜代大名管理。
濱松城在明治維新期間被拆除。原有城址在1950年改建為濱松城公園。1958年在舊天守台位置以鋼筋建造模擬天守。1959年列入為濱松市市跡。現在天守閣為城堡的資料館，可以看到家康當時與城相關的物品。另外現在亦為賞花的好地方。

### 江戶時代城主（藩主）
- 松平忠賴（櫻井松平）
- 高力忠房
- 松平乘秀（大給松平）
- 太田資宗→資次
- 青山宗俊→忠雄→忠重
- （本庄松平）松平資俊→資訓
- （大河內松平）松平信祝→信復
- 松平資訓→資昌
- 井上正經→正定→正甫
- 水野忠邦→忠精
- 井上正春→正直

## 出世城
濱松城又稱為出世城（老中的居城），一般而言在幕府執行重要職務。例外的有井上正甫因失職而被調離。其他代表包括了實行天保改革的水野忠邦。

## 外部連結
- 濱松城-濱松市觀光Navi （页面存档备份，存于）

34°42′42.39″N 137°43′29.67″E / 34.7117750°N 137.7249083°E